# Günther Osche
Günther Osche, né le 7 août 1926 à Neustadt an der Weinstraße et mort le 2 février 2009 à Fribourg-en-Brisgau, est un zoologiste allemand, spécialiste des nématodes.

## Publications

### Articles
- (de) « Systematik und Phylogenie der Gattung Rhabditis (Nematoda) », Zoologische Jahrbücher, vol. 1, no 81,‎ 1952, p. 190-280.
- (de) « Die Bedeutung der Osmoregulation und des Winkverhaltens für freilebende Nematoden », Zoomorphology,‎ 1952.
- (de) « Bau, Entwicklung und systematische Bedeutung der Cordons der Acuariidae (Nematoda) am Beispiel von Stammerinema soricis (Tiner 1951) gen. nov. », Zeitschrift für Parasitenkunde,‎ 1955.
- (de) « Die bursa-und schwanzstrukturen und ihre aberrationen bei den strongylina (Nematoda) morphologische studien zum problem der pluri », Zeitschrift für Morphologie und Ökologie der Tiere,‎ 1959.

### Ouvrages
- (de) Die Welt der Parasiten. Zur Naturgeschichte des Schmarotzertums, 1966.
- (de) Das "Wesen" der biologischen Evolution, 1973.
- (de) Evolution. Grundlagen - Erkenntnisse - Entwicklungen der Abstammungslehre, 1979.
- (de) Lexikon der Biologie in acht Bänden  (avec von Arno Bogenrieder (de), Klaus-Günter Collatz (de) et Hans Kössel (de)), 1985.